# Équipe de Syrie masculine de basket-ball
Cet article traite de l'équipe masculine. Pour l'équipe féminine, voir Équipe de Syrie féminine de basket-ball.
Maillots
L'équipe de Syrie masculine de basket-ball (en arabe : منتخب سوريا لكرة السلة رجال), surnommée Nosour Qasioun (Aigles de Qasioun) représente la Syrie dans les compétitions internationales de basket-ball. L'équipe est régie par la Fédération de Syrie de basket-ball (SBF) et fait partie de la zone Asie de la FIBA. Par son nombre total de médailles remportées, la Syrie est une force majeure parmi les équipes de basket-ball de la WABA et de l'ABC. L'équipe a remporté huit médailles au Championnat WABA et cinq au Championnat arabe de basket-ball.
La Syrie s'est qualifiée sept fois pour la Coupe d'Asie et une fois pour l'EuroBasket au cours de son histoire. Son meilleur résultat en tournoi a été une 4e place à la Coupe d'Asie de 2001. Cependant, la Syrie cherche toujours à se qualifier pour sa première participation à la Coupe du monde et aux Jeux olympiques.

## Résultats

### Palmarès
| Compétitions mondiales                             | Compétitions continentales | Autres compétitions |
| -------------------------------------------------- | --- | --- |
| - Jeux olympiques - Néant - Coupe du monde - Néant | - Coupe d'Asie - Néant - Championnat d'Asie de l'Ouest (2) - Vainqueur en 1999 et 2001 - Finaliste en 2000 et 2004 - Troisième en 2008, 2010, 2011 et 2014 - Jeux d'Asie de l'Ouest - Troisième en 2002 et 2005 | - Championnat arabe des nations (1) - Vainqueur en 1992 - Finaliste en 1991 et 1997 - Troisième en 1994 et 1999 - Jeux panarabes (1) - Vainqueur en 1992 - Finaliste en 1953, 1957 et 1997 - Troisième en 1965 |

### Parcours en compétitions internationales

#### Jeux olympiques
| Année | Position      |      | Année         | Position     |               | Année | Position |
| 1936  | Non qualifiée | 1976 | Non qualifiée | 2008         | Non qualifiée |       |          |
| 1948  | Non qualifiée | 1980 | Non qualifiée | 2012         | Non qualifiée |       |          |
| 1952  | Non qualifiée | 1984 | Non qualifiée | 2016         | Non qualifiée |       |          |
| 1956  | Non qualifiée | 1988 | Non qualifiée | 2020         | Non qualifiée |       |          |
| 1960  | Non qualifiée | 1992 | Non qualifiée | 2024         | Non qualifiée |       |          |
| 1964  | Non qualifiée | 1996 | Non qualifiée | 2028         | -             |       |          |
| 1968  | Non qualifiée | 2000 | Non qualifiée | 2032         | -             |       |          |
| 1972  | Non qualifiée | 2004 | Non qualifiée | Pays inconnu | -             |       |          |

#### Coupe du Monde
| Année | Position      |      | Année         | Position |               | Année | Position |
| 1950  | Non qualifiée | 1978 | Non qualifiée | 2006     | Non qualifiée |       |          |
| 1954  | Non qualifiée | 1982 | Non qualifiée | 2010     | Non qualifiée |       |          |
| 1959  | Non qualifiée | 1986 | Non qualifiée | 2014     | Non qualifiée |       |          |
| 1963  | Non qualifiée | 1990 | Non qualifiée | 2019     | Non qualifiée |       |          |
| 1967  | Non qualifiée | 1994 | Non qualifiée | 2023     | Non qualifiée |       |          |
| 1970  | Non qualifiée | 1998 | Non qualifiée | 2027     | -             |       |          |
| 1974  | Non qualifiée | 2002 | Non qualifiée | 2031     | -             |       |          |

#### Coupe d'Asie
| Année | Position                           |      | Année         | Position     |               | Année | Position |
| 1960  | Membre de la République arabe unie | 1983 | Non qualifiée | 2005         | Non qualifiée |       |          |
| 1963  | Non qualifiée                      | 1985 | Non qualifiée | 2007         | 11e           |       |          |
| 1965  | Non qualifiée                      | 1987 | Non qualifiée | 2009         | Non qualifiée |       |          |
| 1967  | Non qualifiée                      | 1989 | Non qualifiée | 2011         | 9e            |       |          |
| 1969  | Non qualifiée                      | 1991 | Non qualifiée | 2013         | Non qualifiée |       |          |
| 1971  | Non qualifiée                      | 1993 | Non qualifiée | 2015         | Non qualifiée |       |          |
| 1973  | Non qualifiée                      | 1995 | Non qualifiée | 2017         | 10e           |       |          |
| 1975  | Non qualifiée                      | 1997 | Non qualifiée | 2022         | 12e           |       |          |
| 1977  | Non qualifiée                      | 1999 | 8e            | 2025         | 16e           |       |          |
| 1979  | Non qualifiée                      | 2001 | 4e            | 2029         | -             |       |          |
| 1981  | Non qualifiée                      | 2003 | 9e            | Pays inconnu | -             |       |          |